# Gilbert Jiménez Siles
Gilbert Adolfo Jiménez Siles (San Miguel, Desamparados, 12 de mayo de 1968) es un político costarricense del Partido Liberación Nacional. Es reconocido por haber desempeñado el cargo de alcalde de Desamparados (2016-2022) y, desde 2022, por su labor como diputado en la Asamblea Legislativa. Además, ha incursionado en el ámbito nacional a través de su precandidatura presidencial interna, lo que ha generado debates y controversias dentro de su partido.

## Biografía
Nacido y criado en el barrio Jericó del distrito de San Miguel, en el cantón de Desamparados, Gilbert Jiménez Siles inició su vinculación con la política a nivel local, participando activamente en iniciativas comunitarias y en proyectos de desarrollo municipal. Aunque la información sobre su formación académica es limitada en fuentes públicas, su trayectoria en el servicio público evidencia una sólida experiencia en gestión administrativa y política.

## Origen del apodo "Turqueso"
El apodo “Turqueso” se popularizó a raíz de una serie de declaraciones polémicas y sarcásticas del diputado. Durante una sesión en la Asamblea Legislativa, Jiménez Siles utilizó en tono irónico la frase:  
"Reiterando nuestra solidaridad al territorio turqueso y de Siria por esta situación"
y, en una entrevista con Repretel, añadió de manera informal:  
"A como está este hueso, vote por turqueso"
Estas expresiones, pronunciadas en un contexto de debate interno y electoral, fueron ampliamente difundidas y se convirtieron en motivo de burla tanto en medios como en redes sociales, llegando incluso a ser invocadas por críticos del partido para cuestionar su imagen y su candidatura. Además, otros medios han resaltado que “el precandidato del PLN, Jiménez Siles, conocido por todos como el Turqueso” ha sido señalado en campañas en redes sociales que buscan desmarcar su figura de la tradicional cúpula del partido.

## Carrera política

### Alcalde de Desamparados (2016-2022)
Durante su gestión como alcalde, Gilbert Jiménez Siles implementó diversas políticas orientadas a la modernización de la administración municipal. Entre sus logros destacan:
- La actualización y mejora de la infraestructura urbana.
- La implementación de programas de seguridad ciudadana y participación comunitaria.
- La promoción de iniciativas de desarrollo social y económico en el cantón.

Su administración se caracterizó por la búsqueda de transparencia y la proximidad con la ciudadanía, lo que le permitió consolidar su reputación en el ámbito local.

### Diputado de la Asamblea Legislativa (2022-presente)
En las elecciones legislativas de 2022, Jiménez Siles fue electo diputado por la provincia de San José. En su rol como legislador, ha participado activamente en comisiones dedicadas a la seguridad, el desarrollo urbano y la modernización administrativa. Su trabajo se centra en impulsar reformas orientadas a:
- Fortalecer la transparencia en la gestión pública.
- Promover el desarrollo sostenible y la seguridad ciudadana.
- Fomentar la participación activa de la sociedad en la toma de decisiones.

### Precandidatura presidencial y controversias internas
Dentro del marco del Partido Liberación Nacional, Gilbert Jiménez Siles se lanzó como precandidato presidencial, presentándose como una alternativa renovadora frente a las estructuras tradicionales del partido. Durante este proceso:
- Denunció lo que calificó como una "persecución" interna y acciones represivas por parte de sectores de la cúpula del partido.
- Se enfrentó a una suspensión de militancia por tres meses, medida que generó amplios debates y críticas tanto dentro como fuera del partido.
- Su postura crítica y su propuesta de renovación interna evidenciaron una voluntad de abrir espacios de diálogo y de transformación en la gestión política del PLN.

Estas controversias han sido analizadas en diversos medios, generando un debate sobre la dirección y los procesos internos del partido.

## Propuestas e ideología
Jiménez Siles se identifica con las políticas de inclusión social, modernización del Estado y fortalecimiento de la seguridad ciudadana. Entre sus propuestas destacan:
- Transparencia y eficiencia: Promueve reformas que modernicen la administración pública y que impulsen la rendición de cuentas.
- Seguridad y desarrollo urbano: Aboga por políticas integrales que mejoren la seguridad en las comunidades y fomenten el desarrollo sostenible de las ciudades.
- Participación ciudadana: Defiende la ampliación de mecanismos de participación que permitan a la ciudadanía influir en la toma de decisiones y en el diseño de políticas públicas.

Su enfoque crítico hacia el centralismo interno y la concentración del poder busca dinamizar el debate dentro del partido y ampliar las alternativas políticas para la sociedad costarricense.

## Trayectoria profesional y política
Antes de su rol como diputado, Jiménez tuvo una activa participación en la administración pública y en su comunidad:
- Fue presidente de la Asociación de Desarrollo Integral de Jericó, Desamparados, y miembro de la Asociación de Deportes, además de haber sido presidente en tres ocasiones.
- Se desempeñó como regidor municipal de 1998-2002 y como alcalde de Desamparados en dos períodos consecutivos, de 2016-2020 y 2020-2022.

## Controversias recientes
En febrero de 2025, el Tribunal de Ética del PLN suspendió a Jiménez por tres meses debido a un presunto falso testimonio relacionado con su ayuda a damnificados en Guanacaste. Esta sanción lo inhabilitó temporalmente de sus funciones dentro del partido. Para después apelar a favor el TSE negando esta sanción al Tribunal de Ética del PLN.